# Onesia canescens
Onesia canescens är en tvåvingeart som beskrevs av Villeneuve 1926. Onesia canescens ingår i släktet Onesia och familjen spyflugor. Inga underarter finns listade i Catalogue of Life.